# Sender Utbremen
Der Sender Utbremen war ein am 7. Oktober 1933 in Betrieb genommener Rundfunksender in der Utbremer Straße in Bremen. Er hatte eine Sendeleistung von 1,5 kW und verwendete bis Mai 1939 als Sendeantenne ein 14 mm starkes Bronzeseil, welches im Innern eines 90 Meter hohen Holzturms aufgehängt war. Dieser war von der Firma Jucho errichtet worden. Im Mai 1939 wurde dieser Turm, der zu diesem Zeitpunkt größere Fäulnisschäden hatte, durch einen 50 Meter hohen Rundstahlmast ersetzt. Wenig später wurde der Holzturm durch einen Blitzschlag zerstört.
Zu Tarnzwecken wurde der Sender ab dem 24. November 1939 bis Kriegsende als Sender Unterweser bezeichnet. Der Rundstahlmast überstand den Zweiten Weltkrieg unversehrt. Ab Juni 1945 diente er zur Verbreitung des Radioprogramms des AFN. 1950 wurde er abgebaut und für den Neuaufbau eines Rundfunksenders im Bremerhavener Bürgerpark verwendet, wo er später durch einen inzwischen ebenfalls demontierten Sendemast ersetzt wurde. Am Standort des Senders Utbremen befindet sich heute der Fernmeldeturm Bremen-Walle.